# کنی سور مرن
شهر کنی سور مرن (به فرانسوی: Cagnes-sur-Mer) در شهرستان آلپ-ماریتیم در ناحیه پروانس آلپ-کوت دازور با جمعیت ۴۸٬۳۱۳ نفر در کشور فرانسه واقع شده‌است

## نگارخانه

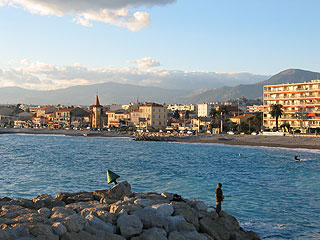
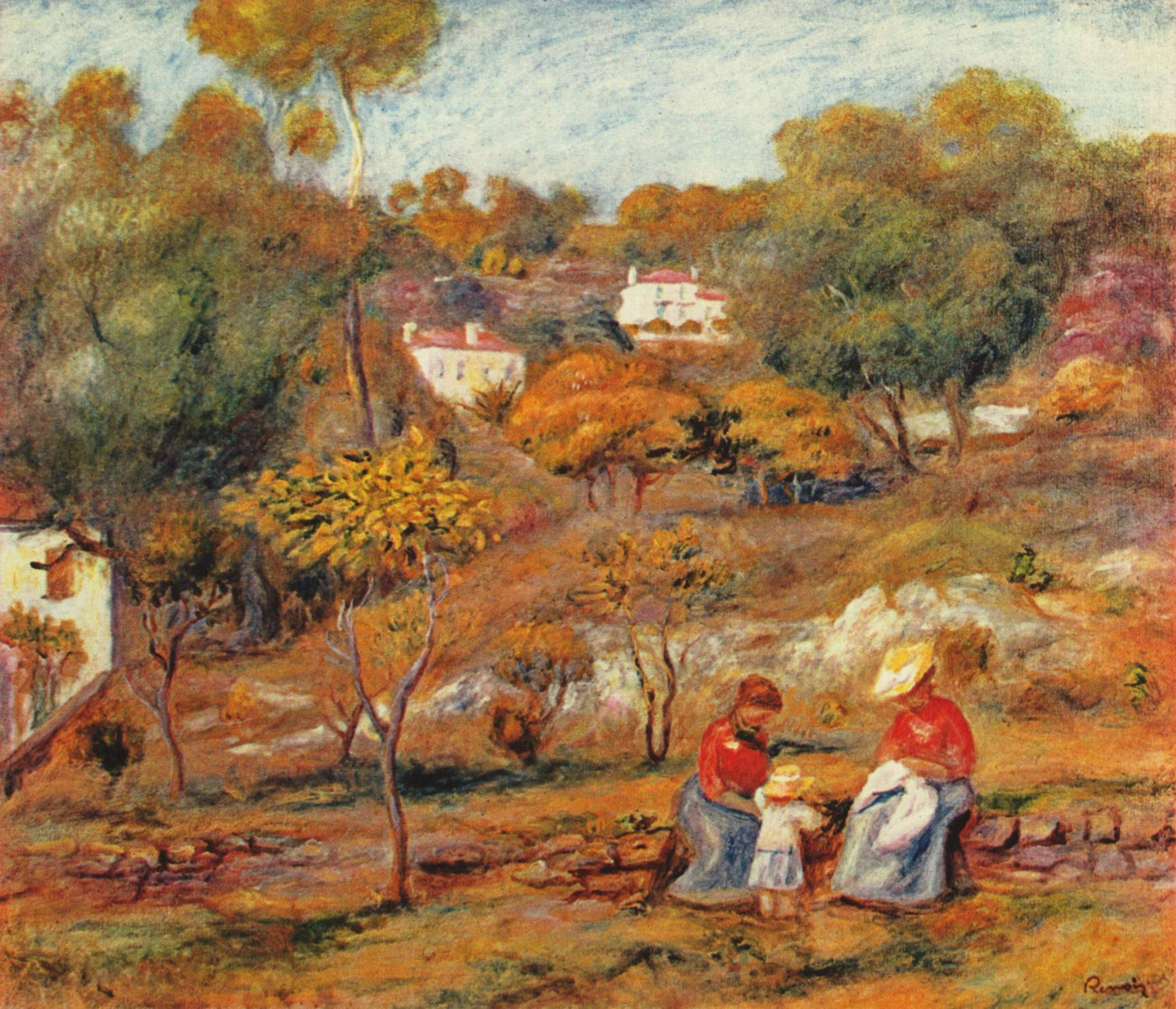